# Prawo Burke’a (serial telewizyjny 1963)
Prawo Burke’a (ang.: Burke’s Law) – amerykański serial telewizyjny nadawany w latach 1963–1966 przez telewizję ABC.

## Krótki opis
Twórcą serialu, liczącego 81 odcinków, był Frank D. Gilroy. Odtwórca tytułowej roli, kapitana policji i milionera Amosa Burke’a, Gene Barry w 1965 został nagrodzony Złotym Globem. 

## Obsada
- Gene Barry jako kpt. Amos Burke (wszystkie 81 odcinków)[2]
- Gary Conway jako detektyw Tim Tilson (64)
- Regis Toomey jako detektyw Les Hart (64)
- Leon Lontoc jako Henry (64)
- Eileen O'Neill jako sierż. Ames (31)
- Michael Fox jako koroner George McLeod (26)
- Carl Benton Reid jako nieznany człowiek (16)
- Robert Bice jako recepcjonista hotelowy (12)
- Don Gazzaniga jako oficer Jerry (8)
- Jonathan Hole jako licytator Swift (7)
- Monica Keating jako Beatrice Anders (7)
- Martha Hyer jako Jerri Vaughn (6)
- Lisa Seagram jako Ventura Jones (6)
- Nick Adams jako Charlie Vaughn (5)
- Lola Albright jako Shirley Mills (5)
- Joan Huntington jako dr Johnson (5)
- Cesar Romero jako Marcus DeGrute (5)
- Francine York jako Cleo Fitzgerald (5)
- Army Archerd jako Army Archerd (5)
- Alvy Moore jako Ralph Kelso (5)
- Milton Parsons jako Jameson the Butler (5)
- Mary Ann Mobley jako Sugar (5)
- Steve Carruthers jako William Henry Otis (5)
- Joseph La Cava jako kelner (5)
- Murray Pollack jako gość na przyjęciu (5)

W mniejszych rolach i epizodach pojawiła się plejada amerykańskich gwiazd, m.in.: Zsa Zsa Gabor, Ida Lupino, Gloria Swanson, Gena Rowlands, Sammy Davis Jr., Diana Dors, Eartha Kitt, Rita Moreno, Jayne Mansfield, Mickey Rooney, Buster Keaton, Basil Rathbone, John Cassavetes, Jackie Coogan, a także: Nancy Sinatra, David Niven, Eva Gabor, Ed Begley, Robert Middleton, Broderick Crawford, Macdonald Carey, Kevin McCarthy, Arlene Dahl, Barbara Eden, Charles Ruggles, Diane McBain, Quinn O'Hara, Nancy Kovack, Tom Kennedy, Burgess Meredith, Telly Savalas, George Hamilton, Ricardo Montalbán, John Saxon, Jamie Farr, Michael Ansara, Don Ameche, William Shatner, Dean Stockwell, Hugh Hefner, Aaron Spelling.

## Kontynuacja
W 1994 serial doczekał się dalszego ciągu na antenie CBS, w którym Barry ponownie wcielił się w rolę Amosa Burke’a, jego syna Petera zaś zagrał Peter Barton